# 达里尔·比尔托
达里尔·比尔托（法語：Daryl Bultor，1995年11月17日—），法国男子排球运动员，2018年世界男排联赛银牌得主、2021年世界男排联赛铜牌得主、2020年夏季奥林匹克运动会男子金牌得主。